# 찰스 호머 무통
샤를 알렉상드르 호메르 무통(Charles Alexandre Homere Mouton, 1823년 12월 8일 ~ 1912년 3월 16일)은 미국의 정치인으로 제5대 루이지애나주 부지사이다.

## 학력
- 세인트 찰스 대학교

## 경력
- 1844 변호사 자격 취득
- 1851 루이지애나 상원의원
- 1856.01 ~ 1859 제18대 루이지애나 상원의장
- 1856.01 ~ 1859 제5대 루이지애나 부지사